# こわれかけのオルゴール
『こわれかけのオルゴール』は日本の同人アニメ。
『萌える英単語 〜もえたん〜』のイラストを担当したPOPが所属する同人サークル「ElectromagneticWave」が作成し、2008年冬のC（コミックマーケット）75でPV（DVD）付き予告版冊子、2009年夏のC76で予告版冊子、同年冬のC77で完成版DVDと完成版冊子が配布された。
2010年9月11日より池袋テアトルダイヤ、9月18日よりシネ・リーブル梅田で、本編にOVA（オリジナルショート番外編）を追加して劇場公開。キャッチコピーは「－思い出すのは、いつもあの夏－」。
ウェブコミック配信サイト『FlexComixブラッド』にて2011年6月29日からPOPの手により漫画の連載が開始されたが、同年12月14日の配信を最後に休止中。

## ストーリー
西暦2039年夏、都会から少し離れたとある町が舞台となった作品、モデルは東京都杉並区荻窪。
雨が激しく吹きつける中、主人公こと敬一郎は捨て置かれていたアンドロイド、ふらわーと出会う。
敬一郎は健気な彼女との同居生活をするうちに、少しずつ悲しみから立ち直っていく。
この作品は、そんな二人の甘く、儚い一夏を描いた作品。非常に短いストーリーで構成されている（本編約30分）。

## 登場人物
ふらわー
声 - 浅野真澄
アンドロイド「ペアレンツ」シリーズの一体で、製造時のシリアルナンバーは「Kサンナナフタマル3720号」。ごみ捨て場に捨て去られていたところを敬一郎に偶然拾われ、その際にヒマワリの花を手にしていた事から「ふらわー」と名づけられる（本人が平仮名しか読めないため、フラワーではなくこの表記になる）。
純真無垢で素直な性格。ほとんど丁寧語で話している。既に生産が終了している旧型モデル。主人公に出会う以前の記憶がなく、また稼動系のプログラムやメモリにも障害がある。
オムライスしか作れない、カタカナが読めない、記憶力が弱い、家事にミスが多い、極度の音痴であるなど、敬一郎に拾われた当初からペアレンツとしては著しく能力が低いが、努力家であり日々それらを克服しようとしている。
また二度と忘れないようにするため、敬一郎に買って貰った絵日記に毎日その日の出来事を書いている。
敬一郎
声 - 柿原徹也
大学入学後に家族を交通事故で亡くしており、現在は一人暮らしである。元はバンドを組んでいたミュージシャンだったが、家族の死をきっかけにバンド活動を辞め、引きこもりの生活を送っていたがふらわーと暮らし、少しずつ人間らしさを取り戻していく。家族の墓に刻まれた姓は「九路」。
法子
声 - 中尾衣里
敬一郎の妹で両親共々既に他界している。かなりのお兄ちゃんっ子で敬一郎の曲を聴くのが好き。
俊平（シュンペイ）
声 - 浅沼晋太郎
敬一郎のかつてのバンド仲間で引きこもり生活をしている敬一郎を心配している。
アイリス
声 - 中尾衣里
アンドロイド「ペアレンツ」シリーズの一体で本編、エクストラ・エピソード共に登場している。ふらわーに比べ、ロボットらしく無表情で淡々としているが超高性能で瞬時に計算できたり、お目当ての物がなくても代用を検索できるがあまりに細かすぎるためのが玉に傷。一方で敬一郎を元気にしたいふらわーのためにおすすめの野菜を紹介したりするなど完全に感情が欠落しているわけではない。なお、劇中で彼女が名前を名乗らないがエンドロールで確認できる。
イチマル
声 - 井口裕香
エクストラ・エピソードのみに登場するアンドロイド「ペアレンツ」シリーズの一体で7月23日から八百屋『四葉青果』の看板娘として働いている。一人称は『俺』で口調や性格も男勝りでさっぱりしている。ふらわーやアイリスより感情豊かでふらわーが仲間だと気づくとフレンドリーに接する。大量の野菜を軽々持ち上げるなど力に特化している反面頭を使うのが苦手なため、アイリスと衝突することもある。またプロポーションもふらわーやアイリスより良い。

## 用語
ペアレンツ
公共、教育、医療、娯楽など人々のあらゆる生活空間において汎用家電製品として普及している、高度に発達したヒト型ロボット（アンドロイド）。田中博士率いる「外部神経記憶研究チーム」により「特殊人工神経素子の発見」がなされたことによって開発された「ペアレント・システム（PS）」に基づいて製造される。
CPUはPSC社という企業の独占企画だが、何社かの大企業によって販売ターゲットやコンセプトの異なるペアレンツが生産されている。

## 声の出演
- ふらわー - 浅野真澄[1]
- 敬一郎 - 柿原徹也[1]
- 俊平 - 浅沼晋太郎
- 法子 - 中尾衣里
- 八百屋店主 - 河本邦弘
- 少年 - 植竹香菜
- 少女 - 石嶋久仁子
- 少年 - 大室佳奈
- 主婦 - 五十嵐裕美

## スタッフ
- 企画・原作 - ElectromagneticWave[1]
- 監督 - 川口敬一郎[1]
- キャラクター原案 - POP[1]
- 構成・脚本 - 猪爪慎一[1]
- キャラクターデザイン - 西尾公伯
- 色彩 - 原田幸子[1]
- 特殊効果 - 福田直征[1]
- 美術設定 - 比留間崇
- 美術 - 李凡善[1]
- 撮影 - 柿沼純一
- 編集 - たぐまじゅん[1]
- 音楽 - kiyoma（GCF）
- 音響 - 松岡裕紀[1]
- プロデューサー - ふくなが[1]
- 制作・製作 - ElectromagneticWave[1]

### 劇場版
- アニメーション制作 - アクタス[4][5][6]
- 製作 - ElectromagneticWave[5][6]

### 挿入歌
「こわれかけのオルゴール」
作詞 - 文月真／作曲 - Tsukasa（SOUND ONLINE）／歌 - 佐藤ひろ美
イメージソング「敬一郎の思い」
作詞 - 川口敬一郎／作曲 - TSUKASA（SOUND ONLINE）／編曲 - kiyoma（GOLDENCITYFACTORY）／歌 - 佐藤ひろ美

## プライズ品
- こわれかけのオルゴール MUSIC BOX（発売元：日本電産）
  - 全3種類。『はじまり』や『こわれかけのオルゴール』の15秒間をループ再生するオルゴール。